# Ctenus sinuatipes
Ctenus sinuatipes este o specie de păianjeni din genul Ctenus, familia Ctenidae, descrisă de F. O. P.-cambridge, 1897. Conform Catalogue of Life specia Ctenus sinuatipes nu are subspecii cunoscute.